# Atiaia testaceicornis
Atiaia testaceicornis là một loài bọ cánh cứng trong họ Cerambycidae.